# Limburg United in het seizoen 2020/21
Het seizoen 2020/2021 was het 7e jaar in het bestaan van de Limburgse basketbalclub Limburg United sinds de oprichting in 2014.

## Verloop
Spelers die bleven bij Limburg waren: Leander Dedroog, Yannick Dammen, Maxime Depuydt, Wen Mukubu, Niels Marnegrave en de jeugdspelers Ferre Vanderhoydonck, Wout Leemans, Jarne Lesuisse, Matthias Bovy, Ajay Mitchell. Nieuwe spelers werden de Amerikanen Luke Knapke, Silas Melson en de Canadees Daniel Mullings. Andere nieuwe spelers waren Sam Huurman en Nik Dragan deze laatste speelde uiteindelijk niet voor de eerste ploeg. Sacha Massot werd de nieuwe hoofdcoach na het vertrekken van Brian Lynch.
In januari 2021 tekende Clifford Hammonds als nieuwe speler. In maart 2021 werd het contract van Mullings ontbonden.
Limburg eindigde als vijfde in het reguliere seizoen, in de play-offs werden ze in de kwartfinale uitgeschakeld door de Okapi Aalst. In de halve finale van de Beker van België werden ze uitgeschakeld door de Antwerp Giants. In de kwartfinale van de beker versloegen ze de Leuven Bears.

## Ploeg
Antwerp Giants ·
Kangoeroes Basket Mechelen ·
Leuven Bears ·
Liège Basket ·
Limburg United ·
Okapi Aalst ·
Oostende ·
Phoenix Brussels ·
Union Mons-Hainaut ·
Spirou Charleroi